# Mandel (Familienname)
Mandel ist ein deutscher Familienname.

## Namensträger
- Alon Mandel (* 1988), israelischer Schwimmer
- August Ferdinand Mandel (1771–1846), deutscher Architekt, preußischer Baubeamter und Hochschullehrer
- Babaloo Mandel (* 1949), US-amerikanischer Drehbuchautor
- Birgit Mandel (* 1963), deutsche Kulturwissenschaftlerin
- Doris Mandel (* 1948), deutsche Politikerin (SPD), MdHB
- Doris Claudia Mandel (* 1951), deutsche Schriftstellerin
- Eduard Mandel (1810–1882), deutscher Kupferstecher
- Emil Mandel, österreichischer Mediziner
- Emily St. John Mandel (* 1979), kanadische Schriftstellerin
- Ernest Mandel (1923–1995), marxistischer Ökonom, Theoretiker und führendes Mitglied der Vierten Internationale
- Ernst Mandel (Theologe) (1841–1901), deutscher Theologe
- Ernst Mandel (Politiker) (vor 1935–1957), deutscher Politiker, Bürgermeister in Wunstorf
- Fred Mandel (* um 1953), kanadischer Keyboarder, Gitarrist und Songwriter
- Gabriele Mandel (1924–2010), italienischer Psychologe, Schriftsteller und Künstler afghanischer Abstammung
- George Mandel-Mantello (1902–1992), von 1942 bis 1945 Erster Sekretär des Konsuls der Republik El Salvador in Genf
- Georges Mandel (1885–1944), französischer Politiker
- Hans Mandel (1917–2010), deutscher Kommunalpolitiker (SPD)
- Harvey Mandel (* 1945), US-amerikanischer Bluesmusiker
- Heinrich Mandel (1919–1979), deutscher Reaktortechniker
- Hermann Mandel (1882–1946), deutscher Theologe und Religionswissenschaftler
- Holger Mandel (* 1966), deutscher Filmregisseur, Schauspieler und Produzent
- Howard Mandel, US-amerikanischer Jazzjournalist
- Howie Mandel (* 1955), kanadischer Fernsehmoderator, Schauspieler, Komiker und Talkmaster
- Jean Mandel (1911–1974), Mitbegründer des Landesverbands der Israelitischen Kultusgemeinden in Bayern
- Jean-Louis Mandel (* 1946), französischer Genetiker
- John A. Mandel (1865–1968), schwedisch-amerikanischer Chemiker
- Johnny Mandel (1925–2020), US-amerikanischer Komponist für Jazz und Filmmusik
- Josef Mandel (1880–1954), österreichischer Regisseur, siehe Joe May
- Joyce Mandel (1950–2016), US-amerikanische Schauspielerin und Model
- Julien Mandel (um 1893–nach 1945), Kunst- und Erotikfotograf
- Karl Wilhelm Mandel (1851–1924), deutscher Verwaltungsjurist und Unterstaatssekretär
- Ladislas Mandel (1921–2006), ungarisch-französischer Typograf
- Leonard Mandel (1927–2001), britisch-amerikanischer Physiker
- Moses Mandel (1883–1938), ungarisch-schweizerischer Funktionär der Arbeiterbewegung
- Marvin Mandel (1920–2015), US-amerikanischer Politiker, Gouverneur des Bundesstaates Maryland
- Max Mandel (* 1975), kanadischer Bratschist
- Paul Mandel (* 1942), belgischer Physiker
- René Mandel (* 1991), deutscher Autorennfahrer
- Ruth B. Mandel (1938–2020), US-amerikanische Politikwissenschaftlerin
- Steffen Mandel (* 1954), deutscher Kunst- und Antiquitätenhändler
- Stephen Mandel (* 1945), kanadischer Politiker
- Thomas Mandel (* 1965), österreichischer Komponist
- Ursula Mandel (* 1953), deutsche Klassische Archäologin